# Danh sách đơn vị hành chính cấp hương của Ninh Hạ

## Ninh Hạ

### Ngân Xuyên
| Thành phố cấp địa khu Ngân Xuyên quản lí 6 đơn vị hành chính cấp huyện, trong đó quản lí trực tiếp 3 quận, 2 huyện và quản lí đại thể 1 thành phố cấp huyện. Các đơn vị hành chính cấp huyện này được chia thành 53 đơn vị hành chính cấp hương, bao gồm 26 nhai đạo, 21 trấn và 6 hương. | |
| Hưng Khánh | Nhai đạo |
| Hưng Khánh | Phượng Hoàng Bắc Nhai, Giải Phóng Tây Nhai, Văn Hóa Nhai, Phú Ninh Nhai, Tân Hoa Nhai, Ngọc Hoàng Các Bắc Nhai, Tiền Tiến Nhai, Trung Sơn Nam Nhai, Ngân Cổ Lộ, Thắng Lợi Nhai, Lệ Cảnh Nhai |
| Hưng Khánh | Trấn |
| Hưng Khánh | Chưởng Chính, Đại Tân |
| Hưng Khánh | Hương |
| Hưng Khánh | Thông Quý, Nguyệt Nha Hồ |
| Tây Hạ | Nhai đạo |
| Tây Hạ | Tây Hoa Viên Lộ, Bắc Kinh Tây Lộ, Văn Xương Lộ, Sóc Phương Lộ, Ninh Hoa Lộ, Hạ Lan Sơn Tây Lộ, Hoài Viễn Lộ                                                                                  |
| Tây Hạ | Trấn |
| Tây Hạ | Hưng Kính, Trấn Bắc Bảo |
| Kim Phượng | Nhai đạo |
| Kim Phượng | Mãn Thành Bắc, Hoàng Hà Đông Lộ, Trường Thành Trung Lộ, Bắc Kinh Trung Lộ, Thượng Hải Tây Lộ                                                                                                 |
| Kim Phượng | Trấn |
| Kim Phượng | Lương Điền, Phong Đăng |
| Vĩnh Ninh | Nhai đạo |
| Vĩnh Ninh | Đoàn Kết Tây Lộ |
| Vĩnh Ninh | Trấn |
| Vĩnh Ninh | Dương Hòa, Lý Tuấn, Vọng Viễn, Vọng Hồng, Mân Ninh |
| Vĩnh Ninh | Hương |
| Vĩnh Ninh | Thắng Lợi |
| Hạ Lan | Nhai đạo |
| Hạ Lan | Phú Hưng Nhai |
| Hạ Lan | Trấn |
| Hạ Lan | Tập Cương, Kim Quý, Lập Cương, Hồng Quảng |
| Hạ Lan | Hương |
| Hạ Lan | Thường Tín |
| Linh Vũ | Nhai đạo |
| Linh Vũ | Thành Khu |
| Linh Vũ | Trấn |
| Linh Vũ | Đông Tháp, Hách Gia Kiều, Sùng Hưng, Ninh Đông, Mã Gia Than, Lâm Hà |
| Linh Vũ | Hương |
| Linh Vũ | Ngô Đồng Thụ, Bạch Thổ Cương |

### Thạch Chủy Sơn
| Thành phố cấp địa khu Thạch Chủy Sơn quản lí trực tiếp 3 đơn vị hành chính cấp huyện, bao gồm 2 quận và 1 huyện. Các đơn vị hành chính cấp huyện này được chia thành 36 đơn vị hành chính cấp hương, bao gồm 16 nhai đạo, 11 trấn và 9 hương. | |
| Đại Vũ Khẩu | Nhai đạo |
| Đại Vũ Khẩu | Trường Thắng, Triêu Dương, Nhân Dân Lộ, Trường Thành, Thanh Sơn, Thạch Thán Tỉnh, Bạch Cập Câu, Câu Khẩu, Trường Hưng, Cẩm Lâm |
| Đại Vũ Khẩu | Trấn |
| Đại Vũ Khẩu | Tinh Hải |
| Huệ Nông | Nhai đạo |
| Huệ Nông | Dục Tài Lộ, Nam Nhai, Trung Nhai, Bắc Nhai, Hà Tân, Hỏa Xa Trạm                                                                |
| Huệ Nông | Trấn |
| Huệ Nông | Hồng Quả Tử, Vĩ Áp, Viên Nghệ                                                                                                  |
| Huệ Nông | Hương |
| Huệ Nông | Miếu Đài, Lễ Hòa, Yến Tử Đôn                                                                                                   |
| Bình La | Trấn |
| Bình La | Thành Quan, Hoàng Cừ Kiều, Bảo Phong, Đầu Áp, Diêu Phục, Sùng Cương, Đào Nhạc                                                  |
| Bình La | Hương |
| Bình La | Cao Trang, Linh Sa, Cừ Khẩu, Thông Phục, Cao Nhân, Hồng Nhai Tử                                                                |

### Ngô Trung
| Thành phố cấp địa khu Ngô Trung quản lí 5 đơn vị hành chính cấp huyện, trong đó quản lí trực tiếp 2 quận, 2 huyện và quản lí đại thể 1 thành phố cấp huyện. Các đơn vị hành chính cấp huyện này được chia thành 47 đơn vị hành chính cấp hương, bao gồm 2 nhai đạo, 30 trấn và 15 hương. |                                                                                             |
| Lợi Thông | Trấn                                                                                        |
| Lợi Thông | Kim Tích, Kim Ngân Than, Cao Áp, Biển Đam Câu, Thượng Kiều, Cổ Thành, Kim Tinh, Thắng Lợi   |
| Lợi Thông | Hương                                                                                       |
| Lợi Thông | Đông Tháp Tự, Bản Kiều, Mã Liên Cừ, Quách Gia Kiều                                          |
| Hồng Tự Bảo | Nhai đạo                                                                                    |
| Hồng Tự Bảo | Tân Dân                                                                                     |
| Hồng Tự Bảo | Trấn                                                                                        |
| Hồng Tự Bảo | Hồng Tự Bảo, Thái Dương Sơn                                                                 |
| Hồng Tự Bảo | Hương                                                                                       |
| Hồng Tự Bảo | Đại Hà, Tân Trang Tập, Liễu Tuyền                                                           |
| Diêm Trì | Trấn                                                                                        |
| Diêm Trì | Hoa Mã Trì, Đại Thủy Khanh, Huệ An Bảo, Cao Sa Oa, Diêm Châu Lộ                             |
| Diêm Trì | Hương                                                                                       |
| Diêm Trì | Vương Nhạc Tỉnh, Phùng Ký Câu, Thanh Sơn, Ma Hoàng Sơn                                      |
| Đồng Tâm | Trấn                                                                                        |
| Đồng Tâm | Dự Hải, Hà Tây, Vi Châu, Hạ Mã Quan, Dự Vượng, Vương Đoàn, Đinh Đường                       |
| Đồng Tâm | Hương                                                                                       |
| Đồng Tâm | Điền Lão Trang, Mã Cao Trang, Trương Gia Nguyên, Hưng Long                                  |
| Thanh Đồng Hạp | Nhai đạo                                                                                    |
| Thanh Đồng Hạp | Dụ Dân                                                                                      |
| Thanh Đồng Hạp | Trấn                                                                                        |
| Thanh Đồng Hạp | Tiểu Bá, Đại Bá, Thanh Đồng Hạp, Diệp Thịnh, Cù Tĩnh, Hạp Khẩu, Thiệu Cương, Trần Viên Than |

### Cố Nguyên
| Thành phố cấp địa khu Cố Nguyên quản lí trực tiếp 5 đơn vị hành chính cấp huyện, bao gồm 1 quận và 4 huyện. Các đơn vị hành chính cấp huyện này được chia thành 65 đơn vị hành chính cấp hương, bao gồm 3 nhai đạo, 21 trấn và 41 hương. | |
| Nguyên Châu | Nhai đạo |
| Nguyên Châu | Nam Quan, Cổ Nhạn, Bắc Nguyên |
| Nguyên Châu | Trấn |
| Nguyên Châu | Tam Doanh, Quan Sảnh, Khai Thành, Trương Dịch, Bành Bảo, Đầu Doanh, Hoàng Đạc Bảo                                                                            |
| Nguyên Châu | Hương |
| Nguyên Châu | Trung Hà, Hà Xuyên, Thán Sơn, Trại Khoa |
| Tây Cát | Trấn |
| Tây Cát | Cát Cường, Hưng Long, Bình Phong, Tương Đài Bảo |
| Tây Cát | Hương |
| Tây Cát | Tân Doanh, Hồng Diệu, Điền Bình, Mã Kiến, Chấn Hồ, Hưng Bình, Tây Than, Vương Dân, Thập Tự, Mã Liên, Tiêu Hà, Thiên Thành, Sa Câu, Bạch Nhai, Hỏa Thạch Trại |
| Long Đức | Trấn |
| Long Đức | Thành Quan, Sa Đường, Liên Tài |
| Long Đức | Hương |
| Long Đức | Trần Cận, Hảo Thủy, Quan Trang, Dương Hà, Thần Lâm, Trương Trình, Phượng Lĩnh, Sơn Hà, Ôn Bảo, Diện An                                                       |
| Kính Nguyên | Trấn |
| Kính Nguyên | Hương Thủy, Kính Hà Nguyên, Lục Bàn Sơn |
| Kính Nguyên | Hương |
| Kính Nguyên | Tân Dân, Hưng Thịnh, Hoàng Hoa, Đại Loan |
| Bành Dương | Trấn |
| Bành Dương | Bạch Dương, Vương Oa, Cổ Thành, Hồng Hà |
| Bành Dương | Hương |
| Bành Dương | Tân Tập, Thành Dương, Phùng Trang, Tiểu Xóa, Mạnh Nguyên, La Oa, Giao Xóa, Thảo Miếu                                                                         |

### Trung Vệ
| Thành phố cấp địa khu Trung Vệ quản lí trực tiếp 3 đơn vị hành chính cấp huyện, bao gồm 1 quận và 2 huyện. Các đơn vị hành chính cấp huyện này được chia thành 40 đơn vị hành chính cấp hương, bao gồm 21 trấn và 19 hương. | |
| Sa Pha Đầu | Trấn |
| Sa Pha Đầu | Tân Hà, Văn Xương, Đông Viên, Nhu Viễn, Trấn La, Tuyên Hòa, Vĩnh Khang, Thường Lạc, Nghênh Thủy Kiều, Hưng Nhân          |
| Sa Pha Đầu | Hương |
| Sa Pha Đầu | Hương Sơn |
| Trung Ninh | Trấn |
| Trung Ninh | Ninh An, Minh Sa, Thạch Không, Tân Bảo, Ân Hòa, Đại Chiến Trường                                                         |
| Trung Ninh | Hương |
| Trung Ninh | Chu Tháp, Bạch Mã, Dư Đinh, Hảm Khiếu, Từ Sáo, Thái Dương                                                                |
| Hải Nguyên | Trấn |
| Hải Nguyên | Hải Thành, Lý Vượng, Tây An, Tam Hà, Thất Doanh                                                                          |
| Hải Nguyên | Hương |
| Hải Nguyên | Sử Điếm, Thụ Đài, Quan Kiều, Cao Nhai, Trịnh Kỳ, Giả Đường, Tào Oa, Cửu Thải, Lý Tuấn, Hồng Dương, Quan Trang, Cam Thành |